# Sint Jeroensbrug
De Sint Jeroensbrug is een vaste stenen boogbrug in de binnenstad van de Nederlandse stad Leiden. Onder de brug stroomt de Vliet naar het Rapenburg.

## Geschiedenis
De eerste brug op deze locatie dateert uit 1389. Waarschijnlijk is de brug vernoemd naar Sint Jeroen die is vermoord door de Noormannen. Op 3 oktober 1574 kwamen de watergeuzen over de Vliet naar de stad en op 3 oktober 1574 werd er haring en wittebrood uitgedeeld aan de uitgehongerde Leidenaren op deze locatie. Drie jaar na het ontzet bouwde men een stenen brug. Tijdens de festiviteiten van 1577 werd een gedenksteen ingemetseld. In 1966 werd de brug die toen bestond uit een ijzeren plaat vervangen door een stenen brug. Hierbij werd de brug eveneens vergroot. De kosten van de werkzaamheden werden geraamd op 253.000 gulden.
Sinds 1978 staat de brug ingeschreven als rijksmonument in het monumentenregister.

## Gedenkstenen
In de kademuur van de brug bevinden zich twee gedenkstenen. Een daarvan heeft de volgende tekst:
```
Men.VVas.in.groot.verdriet.
VVant.eten.VVasser.niet.
En.t'Volc.Van.hunger.schreiden.
Ten.laetst.God.Neder.siet.
En.zunt.devr.deze.Vliet.
Broot.spiz.en.dranck.in.Leiden.
```

In de tekst zitten vijf raadsels verborgen waaronder de lengte van het beleg van Leiden en tijdstip, dag, maand en jaartal van het Leidens Ontzet. Zo bevat de tekst 131 letters dat is het aantal dagen dat het Spaanse Beleg duurde.
In 1939/1940 werd de gebarsten en verweerde gedenksteen vervangen. De oorspronkelijke steen bevindt zicht in het Museum De Lakenhal. Het gedicht wordt toegeschreven aan stadssecretaris van der Hout.

## Foto's

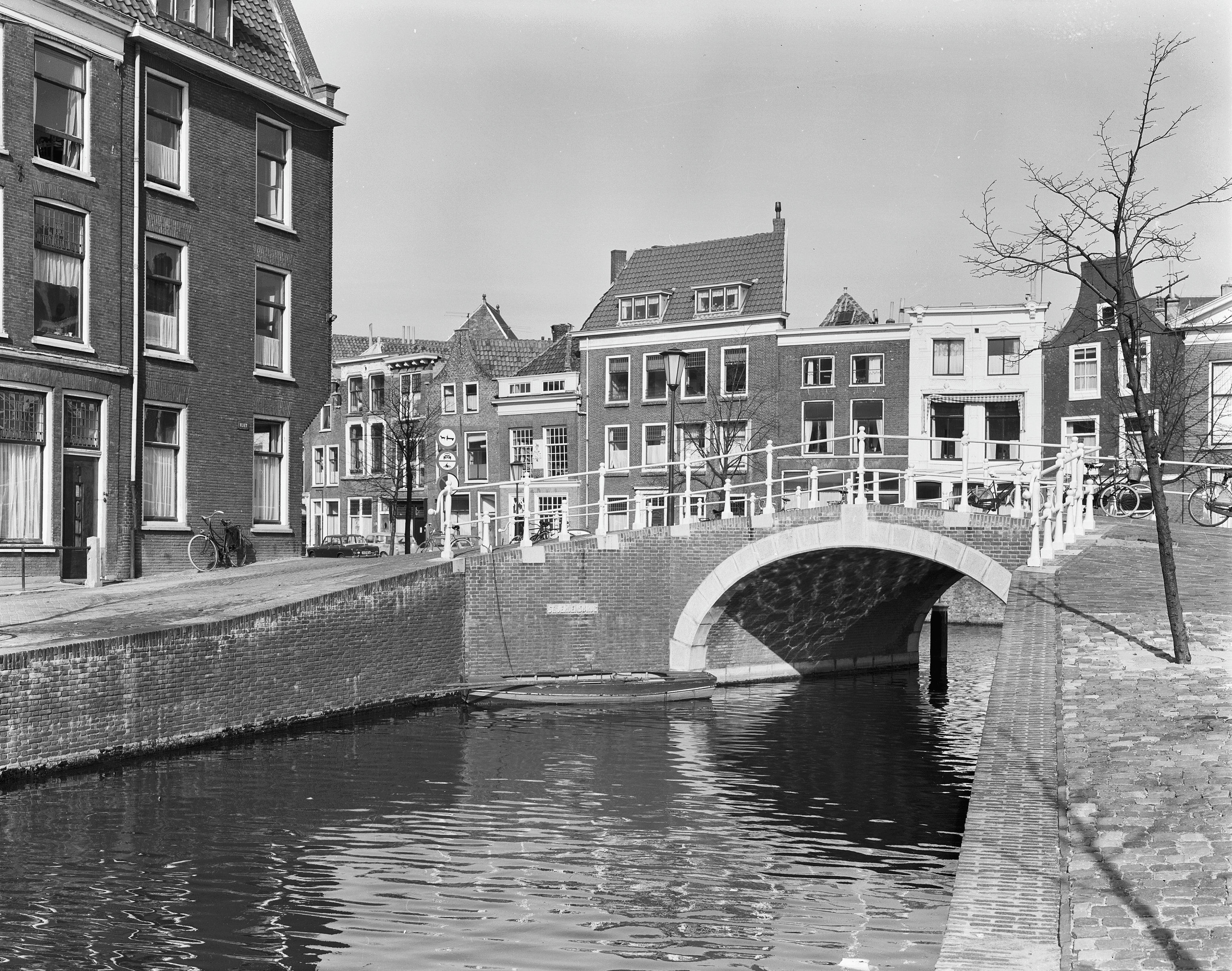
Brug in 1967 met uitzicht op het Rapenburg
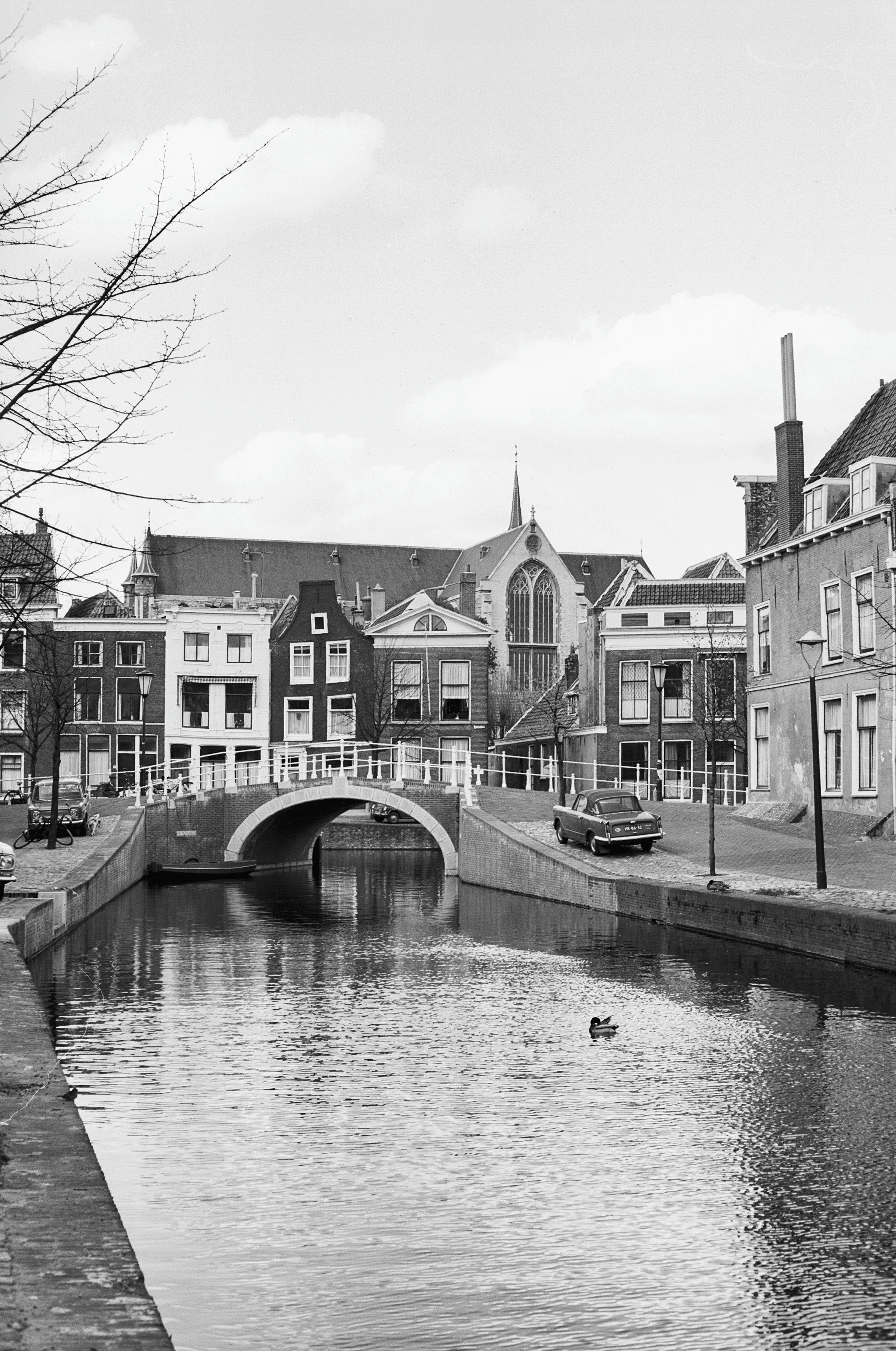
Brug in 1967 met op de achtergrond de Pieterskerk
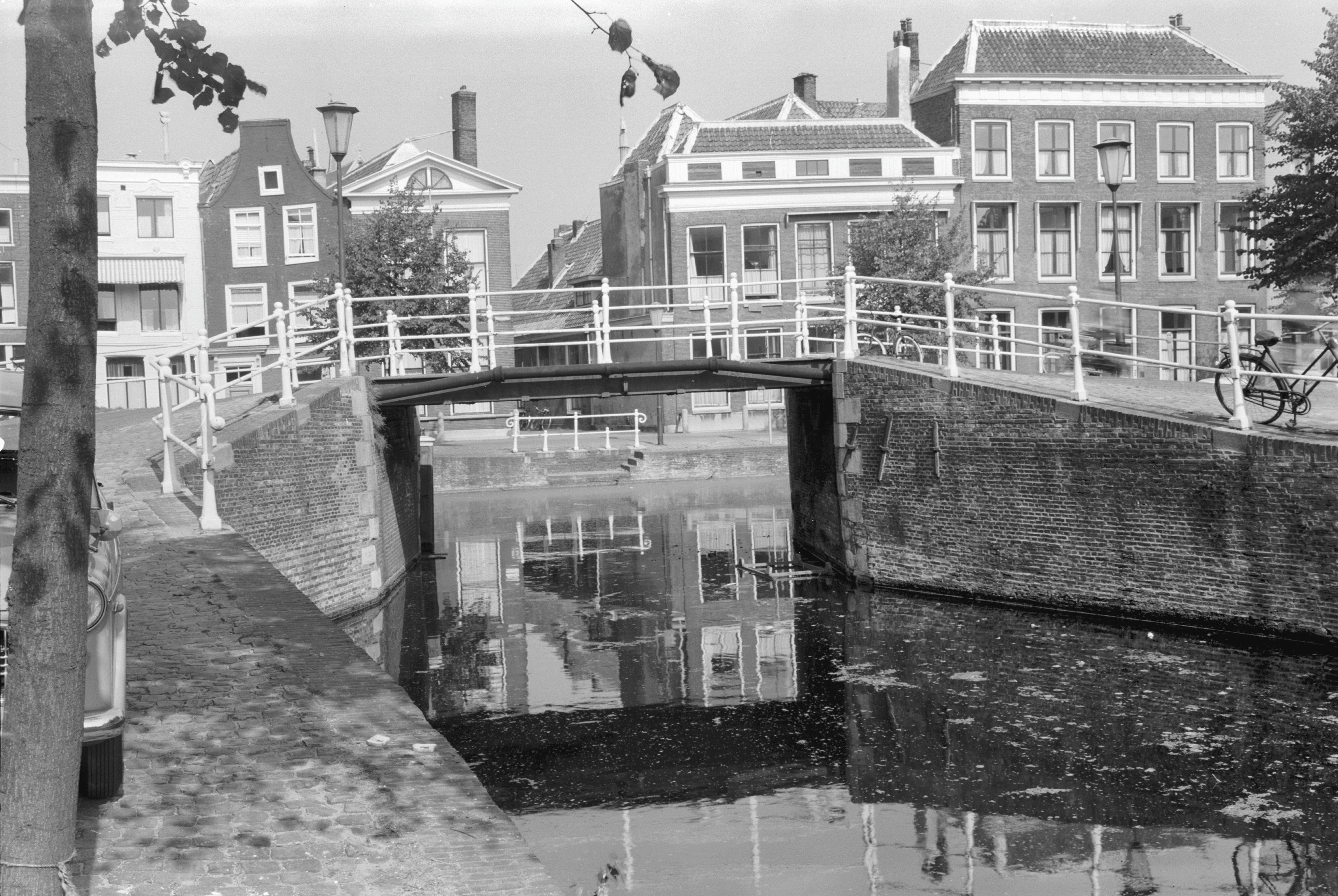
Brug in 1963 (voor de vernieuwing van 1966)